# Ad ali di falco

Un ejemplo de una escalera ad ali di falco.

Ad ali di falco (literalmente, «a alas de halcón») es una tipología de escalera abierta característica de algunos palacios nobiliarios del siglo XVIII del centro histórico de Nápoles.

## Descripción
En el panorama de las escaleras abiertas del siglo XVIII napolitano, el arquitecto Ferdinando Sanfelice es uno de los protagonistas. Inspirado por un tratado sobre la arquitectura «oblicua» de Juan Caramuel y Lobkowitz, Sanfelice introdujo en la arquitectura residencial napolitana este novedoso modelo denominado ad ali di falco por Bernardo De Dominici, y su primer proyecto fue para la escalera del seminario de Nardò (1723-28).
Las escaleras ad ali di falco dan hacia un patio y se caracterizan por un virtuoso juego de arcos, diferentes tipos de bóvedas rampantes —es decir, que tienen sus apoyos a alturas diferentes— tales como bóvedas de cañón, de crucería y vaída, y cruces espaciales. En las escaleras de doble rampa simétricas, esta composición arquitectónica es de gran efecto escenográfico. Entre los ejemplos más destacables están el Palazzo Sanfelice, el Palazzo dello Spagnolo y el Palazzo Trabucco.

## Galería de imágenes

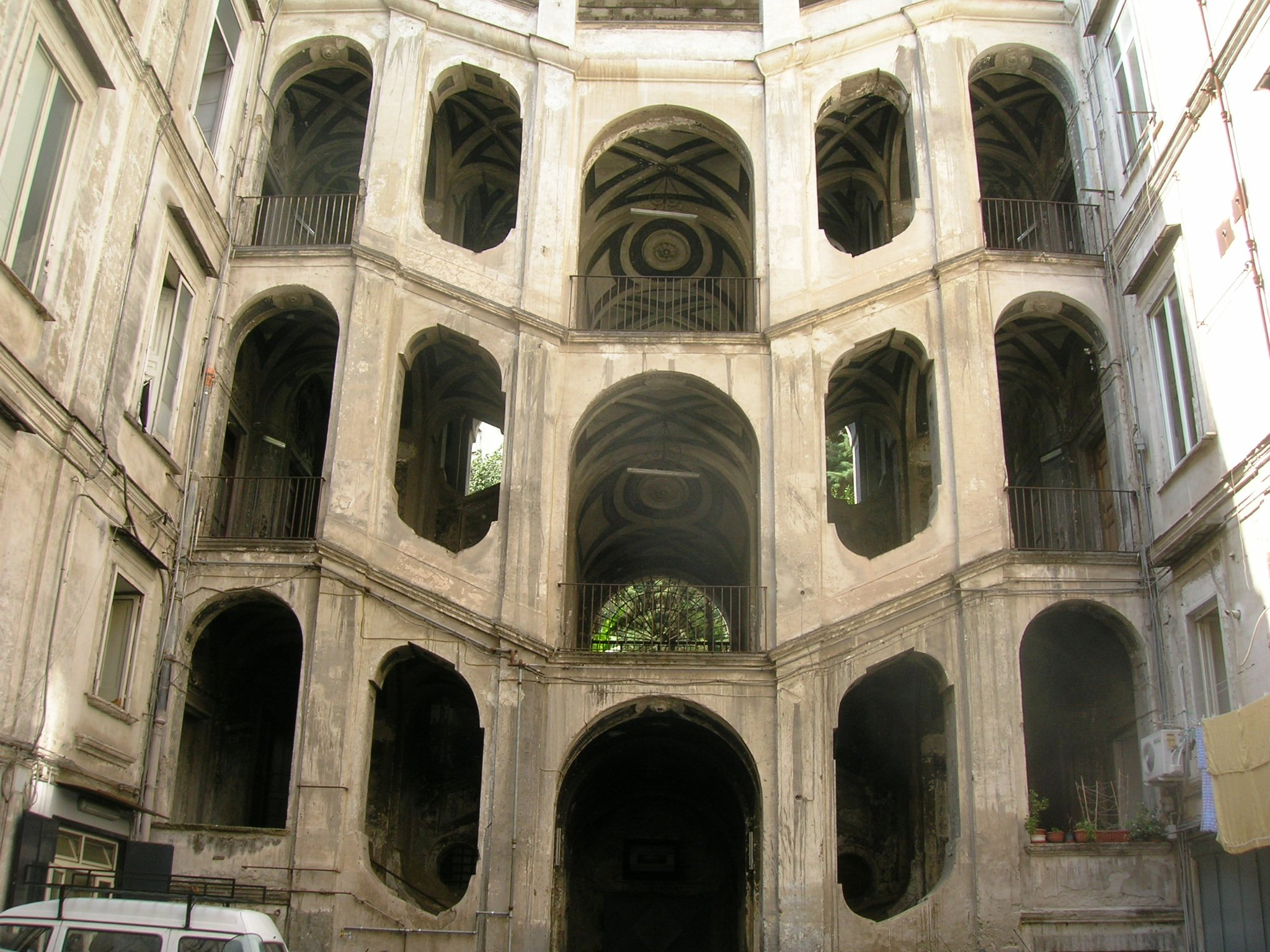
Palazzo Sanfelice...
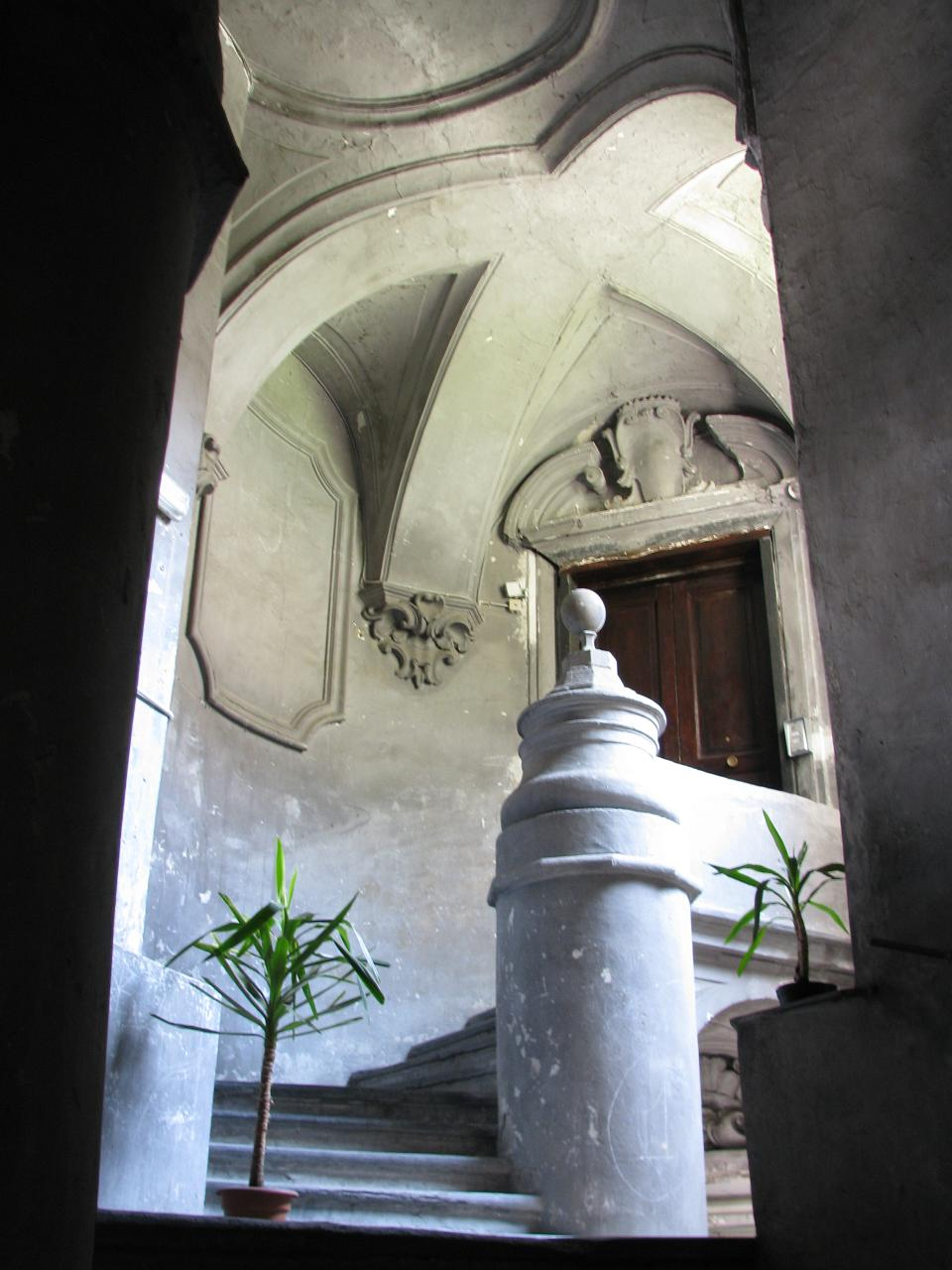
...y su interior.
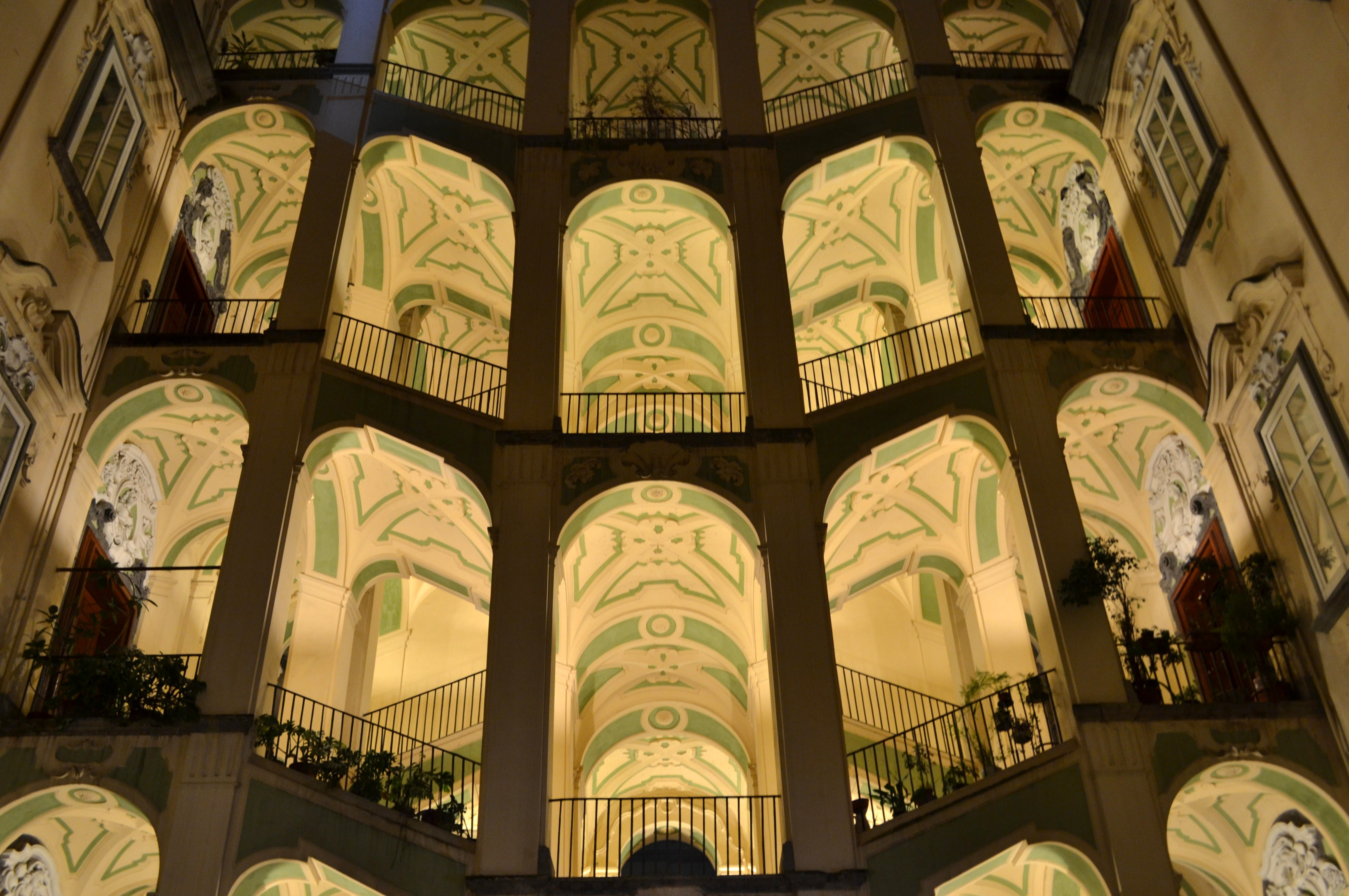
Palazzo dello Spagnolo.
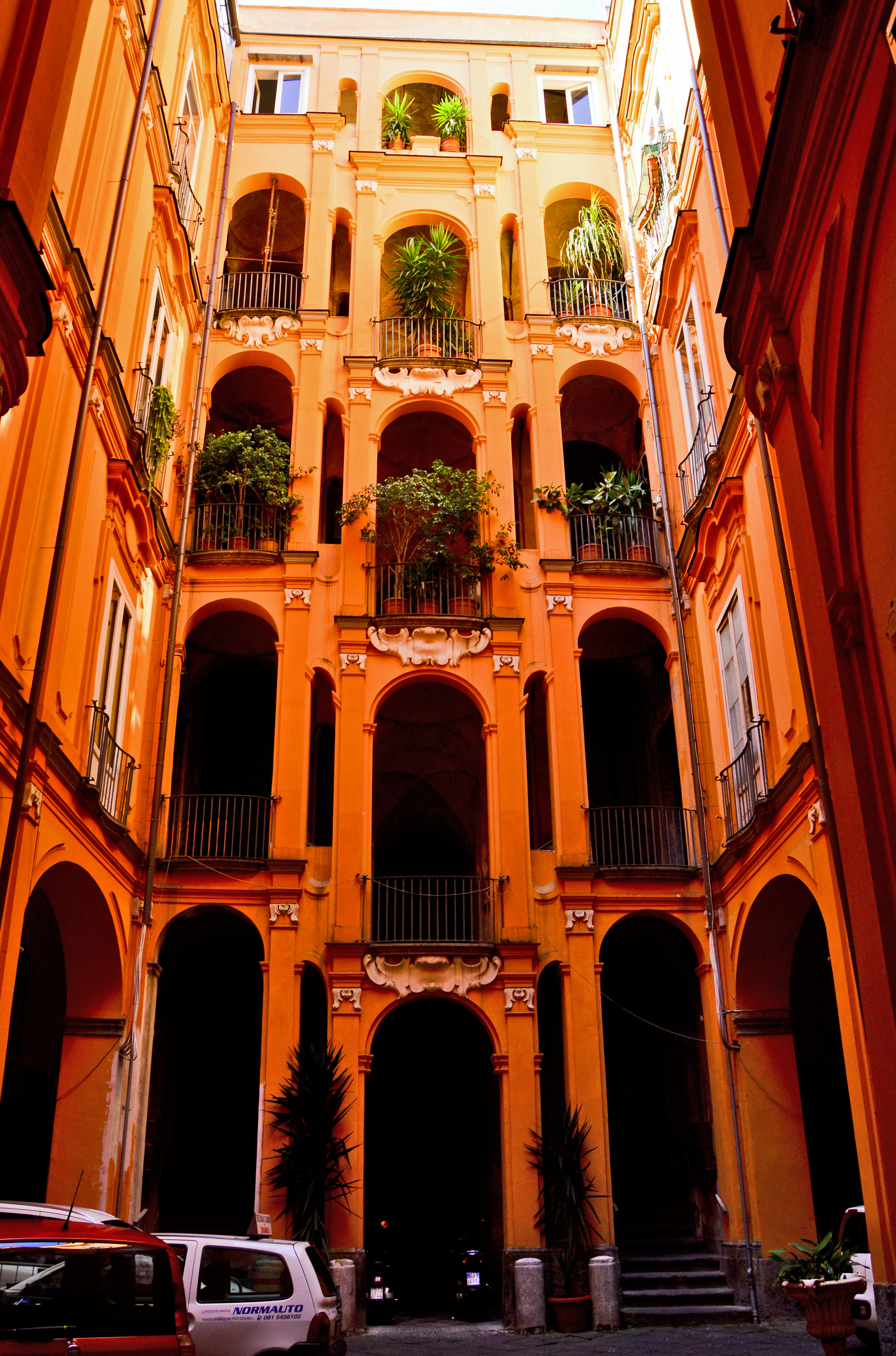
Palazzo Trabucco.
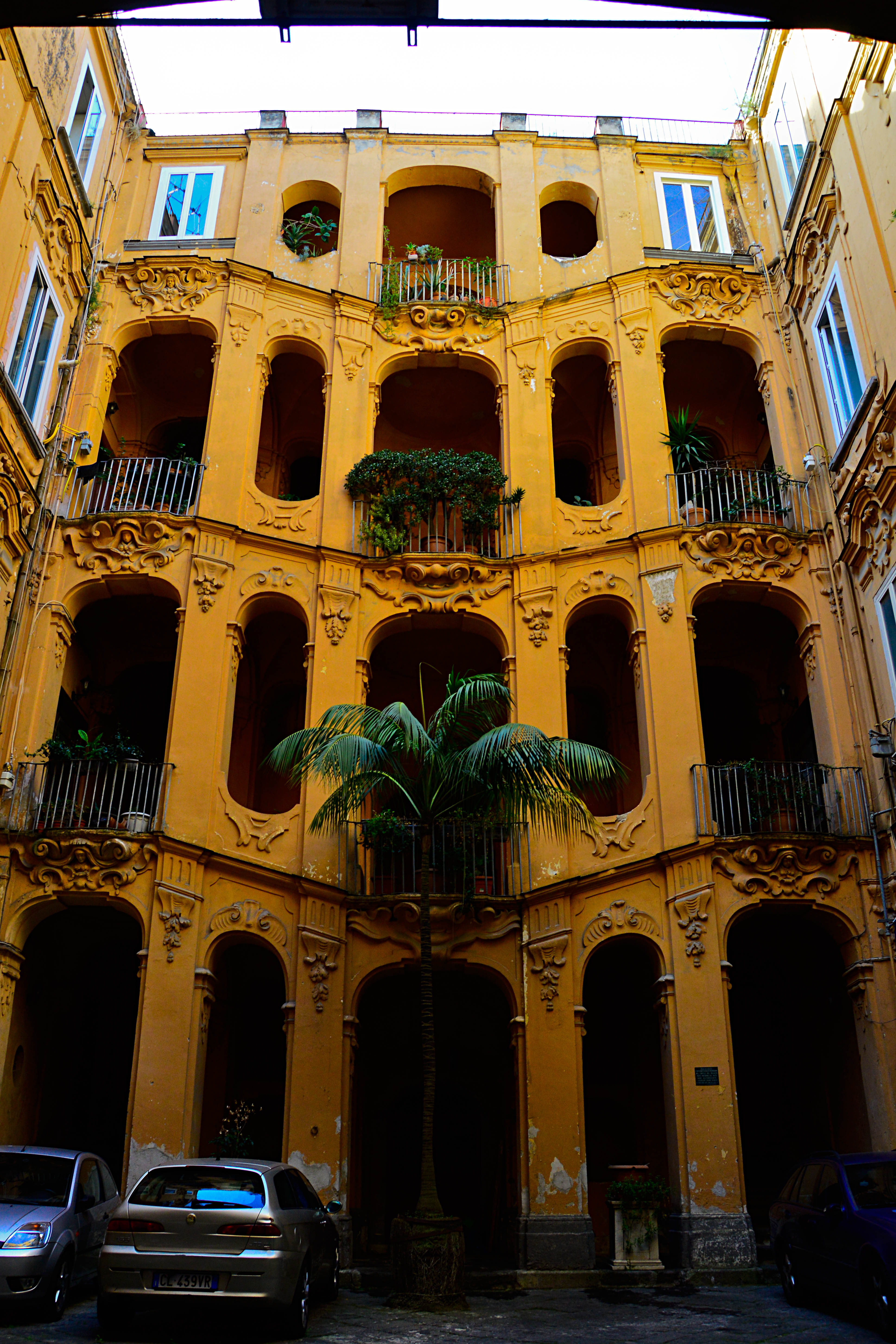
Palazzo Costantino.